# Enchantment of the Seas
Die Enchantment of the Seas ist ein Kreuzfahrtschiff der Vision-Klasse der Reederei Royal Caribbean International.

## Geschichte
Das Schiff wurde am 3. August 1994  bei der finnischen Werft Kvaerner Masa Yards bestellt. Die Kiellegung fand am 26. Oktober 1995 auf der Werft in Helsingfors statt. Am 21. November 1996  wurde das Schiff ausgedockt. Am 3. Juli wurde es an den Auftraggeber abgeliefert. Das Schiff hatte eine Länge von 279,60 Metern und war mit 74.136 BRZ vermessen.

### Verlängerung
Von Mai bis Juni 2005 wurde die Enchantment of the Seas durch den Einbau einer Mittelsektion um circa 22 Meter auf 301,36 Meter verlängert. Die Mittelsektion wurde bei der Werft Aker Finyards in Åbo gebaut. Der Einbau erfolgte bei der Werft Keppel Verolme in Rotterdam. Dies schuf unter anderem Platz für einen Pool mit Hängebrücke, ein Spezialitätenrestaurant und die Vergrößerung des Gästebereichs. Das Schiff ist seitdem mit 82.910 BRZ vermessen.

### Zwischenfall 2009
Am 30. September 2009 wurde die Carnival Legend bei starkem Wind vor Cozumel an die Enchantment of the Seas gedrückt. Es entstand bei dem Vorfall nur ein leichter Sachschaden.